# 渡辺喜久男
渡辺 喜久男（わたなべ きくお、1947年〈昭和22年〉6月19日 - ）は、日本の実業家。株式会社いーふらん代表。全国に展開する、金や骨董品、貴金属の買取を主とする「おたからや」の創業者である。

## 来歴

### 生誕 - 大学
1947年6月19日、茨城県石岡市に土木工事会社のサラリーマンであった父、地元で大きな酪農家の娘であった母の間に生まれる。三人兄弟の長男。
生まれた時から病弱な子で、戦後間もない時期で食料や物品が欠乏していたこと、大きな病院もない田舎だったこともあり、幾度となく死線をさまよったことがあった。父方の祖父は代々続いた鳶職の親方で祖母は師範学校出身の教師をしており、幼少期は石岡市内にあったこの祖父母宅で育った。乳児期、幼年期を過ぎると以前のような病弱さは影を潜め、保育園ではボス的な存在だった。一方で、当時から周囲と同じことをすることに苦手意識も感じていた。
石岡市立石岡小学校に入学するも、父親の転勤で2年時より三重県四日市市の四日市市立塩浜小学校に転入。さらに父親の転勤で神奈川県川崎市に引っ越し、川崎市立浅田小学校に転入。その頃から柔道を習い始める。
川崎市立京町中学校に入学。小学校時代から続けてきた柔道でたびたび、市や県の大会で優勝を飾り、中学3年時には初段をに昇段。神奈川県立新城高等学校に進学。高校入学後に柔道で二段を獲得する。
1966年（昭和41年）、拓殖大学商学部貿易学科に入学。高校時代は決して裕福ではなかった家庭の経済状況などから、世の不平等を痛感し、自分が何をすべきか分からぬまま焦燥感で荒れた生活を送っていた時期もあったが、父親の「大学だけは出ておけ」という言葉もあり、消極的理由から進学を選んだ。拓殖大を進学先に選んだのは、柔道の木村政彦の出身校であり、当時は木村が同大学の柔道師範を務めていたことも理由のひとつであった。当時は多くの学生が政治活動に傾倒していたが、渡辺自身はノンポリで全く政治活動に傾くことがなかったが、同時に学業にも興味がわくことはなかった。

### 大学卒業後
大学卒業を前に就職活動を行うも、サラリーマンとして働くことに疑問を感じ、就職活動をやめる。1970年（昭和45年）、大学を卒業。ちょうどその頃、あるチラシをきっかけに、自動車ドライバーの会員を募集する営業所のオーナーの権利を売っている会社の事業応募の説明会へと足を運ぶ。100万円でオーナーの権利を買うと、傘下に10店の代理店を付けることができるというもので、当時、大卒の初任給が4万円ほどという時代だったが、学生時代にアルバイトで稼いだ金を元手にこの権利を買い取る。だが事業の取りまとめをしていた会社がほどなく破産してしまう。

### 100円均一事業の展開
その後、母親から50万円の借金をして、家庭用品の100円均一の事業を開始する。当時、続々と開業していたスーパーマーケットの家庭用品売り場をターゲットに事業を展開。当時、少ない資金で起業し、短期間で利益を出すことができる事業として100円均一に目を付けたという。
1975年（昭和50年）には「日用品市場株式会社」を設立。スーパーの家庭用品売り場での店頭販売に加え、デパートでの催事販売、同業への仲卸なども開始し、台湾などを中心に海外への商品発注も行うなどして事業を拡大していき、その後、年商は10億円規模に拡大していく。徐々に取り扱う商品の種類も増え、日用品に加えて骨董、美術工芸品などを台湾、香港、フィリピン、タイ、マレーシア、韓国などから輸入し、店舗で販売するようになる。だが、順調な事業の拡大の一方で、当時この商売は現金仕入れではなく、月末締めの翌月末払いで、資金繰りは常に苦しい状態だった。
商品を抱えてあちこちのスーパーの店頭やデパートを巡る根無し草とも言える事業形態に不安と疲れを感じ、安定した携帯の事業への転換を模索。神奈川県大和市の国道沿いに300坪の倉庫を借り、改装して200坪を店舗（店名は『珍美麗』）、100坪を倉庫にして、そこを拠点に店舗販売、および従来のような催事販売、仲卸を展開するも、高額の家具や美術品、工芸品の取扱いが増えたことで、在庫を抱えて資金繰りはさらに悪化していく。のちに創業した「おたからや」における「ひとりで運搬できないような大きなものは扱わない」、「銀行からお金は借りない」、「人に金は貸さない」、「会社の規模を大きくしない」、「換金性の悪いものは扱わない」といった経営方針は、当時の反省から生まれたものである。
やがて2億円分近くの在庫を抱えることになり、銀行に対しては借入金と相殺し、取引先には仕入れ原価から大幅に値を下げて買い取ってもらうことで商品を現金化し、店をたたむに至った。

### 結婚仲介業の開始
1985年（昭和60年）ごろより、結婚仲介業を開始する。当時の結婚仲介は、見合い形式が中心で、写真や身上書を見て相手に見合いを申し込むというものだった。100～300人規模で見合いパーティを開催することもあった。こうしたパーティの開催のためには多くの会員を揃えていなくてはならず、そのために加盟店を募集し、この加盟店同士で組んでお見合いやパーティを開催することもあった。この時の加盟店募集による業務形態が、のちの「おたからや」で展開することになるフランチャイズ・ビジネスの原点になった。この結婚仲介業は、2007年（平成19年）に事業を他者に譲渡した。

### おたからや創業
結婚仲介業を行なう中で、自分の本当のやりたいことは、自ら趣味として集めてきた骨董品を扱うビジネスであると気づいた。
2000年（平成12年）に横浜に骨董品、美術品などの買取りを行なう「おたからや」の1号店をオープン。同年3月に「おたからや」の事業を行なうための「株式会社いーふらん」を創業する。東京都、神奈川県内に13店舗を出店するなど、順調に事業を拡大するが、店舗間の距離や商品の管理上の問題などに直面。商品知識をマニュアル化したフランチャイズ・ビジネスによる全国展開を模索する。
2008年（平成20年）にフランチャイズによる出店第1号となる「大阪梅田店」がオープン。その後も、全国各地にフランチャイズ展開を進める。2021年（令和3年）12月現在で直営店を含め、全国で1300店を超える店舗を展開している。

## 著書
- 好きな仕事でメシを食え! 「身の丈」骨董ビジネス 成功の秘訣　幻冬舎ルネッサンス新社、2014年6月5日　ISBN 978-4779009785
- おたからや急成長の秘密　幻冬舎メディアコンサルティング、2022年11月9日　ISBN 978-4344940338